# Halbert Marion Harris
Halbert Marion Harris (ur. 18 lipca 1900 w Cascilli, zm. 18 sierpnia 2000) – amerykański entomolog, specjalizujący się w hemipterologii.

## Życiorys
Tytuł B.Sc.A. zdobył w 1923 roku kończąc Missisipi A&M Collage. W 1923 roku podjął studia magisterskie na Uniwersytecie Stanu Iowa. Najpierw był tam asystentem, a od 1924 do 1925 roku był wykładowcą. W 1925 roku zdobył tytuł magistra, a w 1928 roku doktoryzował się; prace magisterska i doktorska poświęcone były zażartkowatym. W latach 1925–1935 był tam adiunktem, w latach 1935–1942 profesorem uczelni, a w latach 1942–1961 profesorem zwyczajnym. W latach 1924–1942 był doradcą w koledżu tej uczelni, a w latach 1946–1961 kierownikiem Wydziału Zoologii i Entomologii. W 1961 roku wyjechał do Indii jako konsultant Terenowego Biura Ochrony Roślin w Nowym Delhi. Został tam profesorem wizytującym na University of Agricultural Sciences w Bengaluru, gdzie m.in. nadzorował program studiów doktorskich. Do Stanów wrócił na początku lat 70. Do 1972 roku pracował na Uniwersytecie Stanu Iowa, a w latach 1972–1980 był profesorem wizytującym na Louisiana State University.
W 1927 roku poślubił Katherine Day. Mieli jednego syna.

## Praca naukowa
Harris jest autorem 82 publikacji naukowych. Dotyczą głównie taksonomii pluskwiaków różnoskrzydłych. Opisał w nich 10 nowych dla nauki rodzajów, 1 nowy podrodzaj, 206 nowych gatunków i 8 nowych taksonów niższej rangi. Należą one do rodzin zażartkowatych, dziubałkowatych, wysysowatych, plesicowatych, nartnikowatych, poślizgowatych, smukleńcowatych, wodziarkowatych, Enicocephalidae, zajadkowatych, Pachynomidae, tarczówkowatych i nabrzeżkowatych. Wiele z nich opisanych zostało wspólnie z Carlem Johnem Drakiem.
Harris był aktywnym członkiem Entomological Society of America, w latach 70. wyróżniony został przez nie członkostwem honorowym. Reprezentował to stowarzyszenie w 1964 roku na srebrnej rocznicy Entomological Society of India. Zasiadał w komitecie redakcyjnym Annual Review of Entomology.